# ハルゼー・スティーヴンス
ハルゼー・スティーヴンス（Halsey Stevens、1908年12月3日 - 1989年1月20日）は、アメリカ合衆国の作曲家、音楽教育家。
ニューヨーク州スコット出身。シラキュース大学で学び、ついでカリフォルニア大学バークレー校でエルネスト・ブロッホに師事した。1937年から1941年までダコタ・ウェズリャン大学で、1946年にはレッドランズ大学で、1946年から1976年の引退まで南カリフォルニア大学で教鞭をとった。
バルトーク研究家として、『ベーラ・バルトークの人生と音楽』（オックスフォード大学出版会、1953年発行、1964年改訂）を出版した。また学術研究を様々な音楽雑誌に寄稿し続けた。

## 主要作品
- トリスケル
- シンフォニア・ブレーヴェ
- 交響曲第1番
- 交響的舞曲
- クラリネット協奏曲
- 無伴奏チェロ・ソナタ
- トランペットとピアノのためのソナタ
- テューバとピアノのためのソナタ
- テューバとピアノのためのソナチネ
- ホルンとピアノのためのソナタ
- ハープシコードのためのパルティータ
- フルート、ピアノ、ヴァイオリン、ヴィオラ、チェロのための五重奏曲
- 合唱曲

## 文献
- The New Grove Dictionary of Music and Musicians, 2. Auflage